# Olpé
Ne doit pas être confondu avec Olpe.
Dans la Grèce antique, une olpé (en grec ancien ὄλπη / ólpē ; au pluriel ὄλπαι / olpai) est un broc en céramique. Plus petite qu'une œnochoé, elle pouvait contenir du vin ou des onguents. Cette forme de céramique est courante des années 640 av. J.-C. jusqu'au premier quart du VIe siècle av. J.-C.

## Exemples

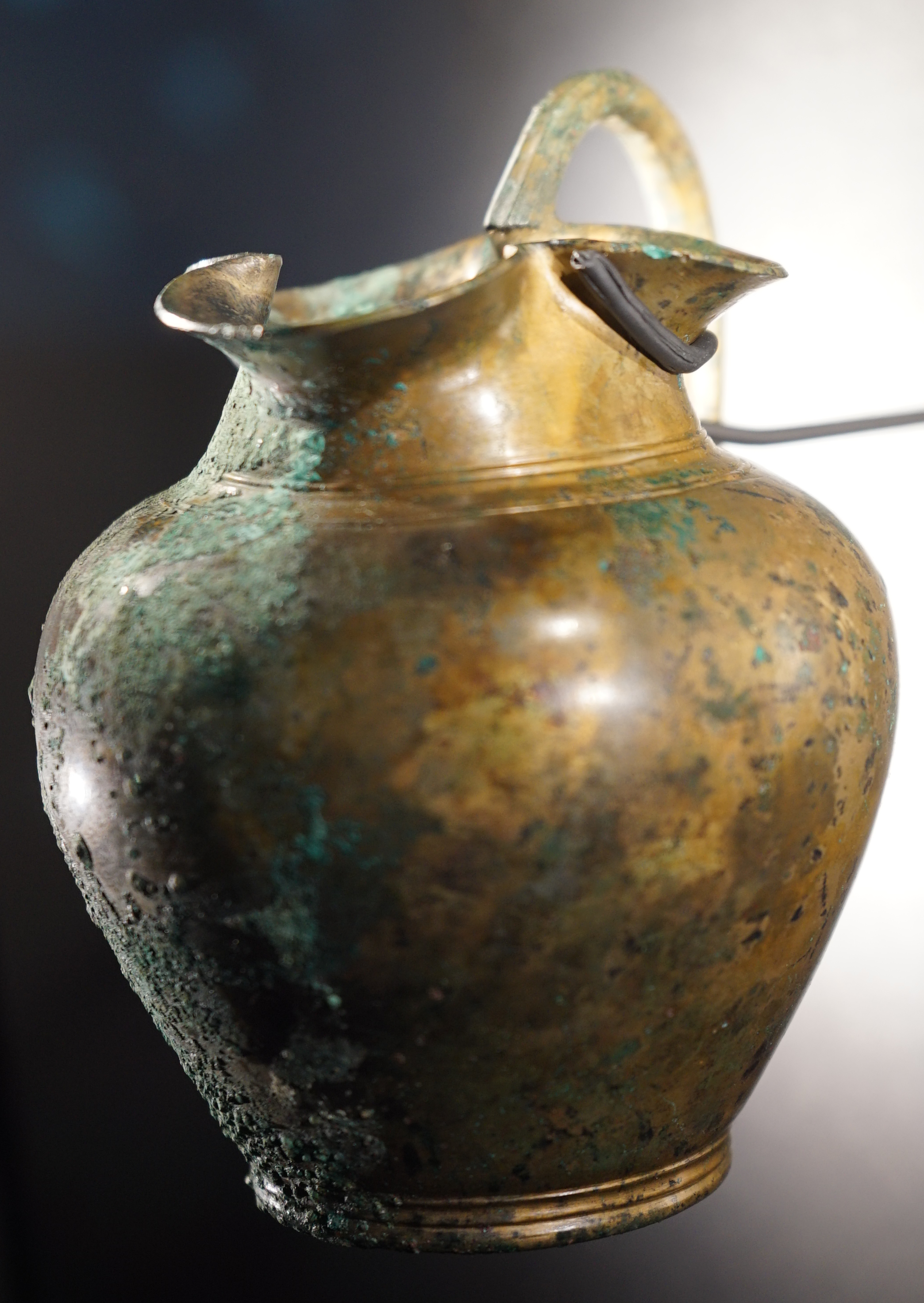
Olpé retrouvée dans la tombe du prince de Lavau, dans le complexe funéraire du Moutot.
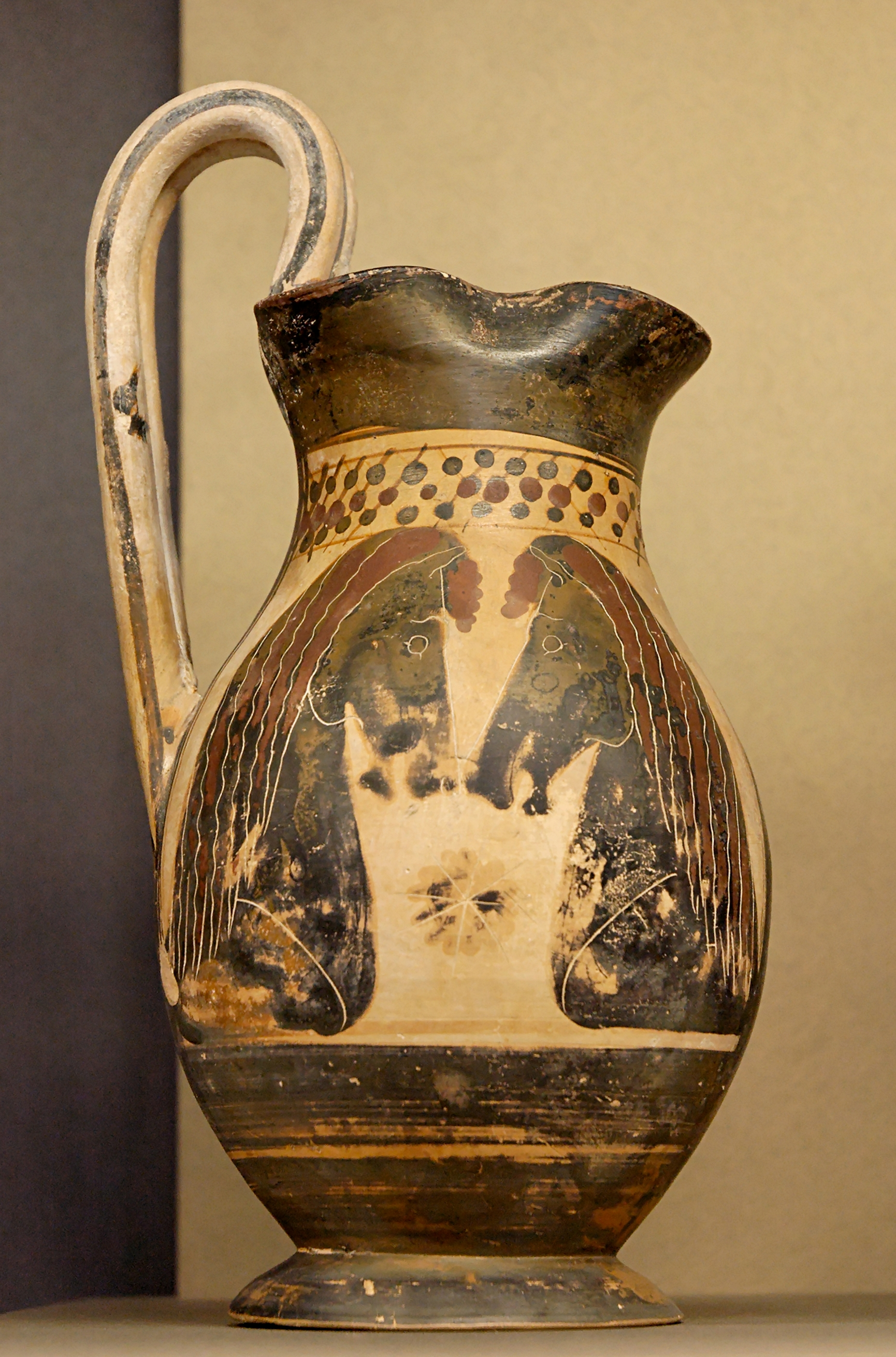
Olpé du Louvre avec deux protomés affrontés de chevaux (Corinthe, Ve siècle av. J.-C.).

### L'olpé Chigi
L'olpé Chigi provient d'une tombe en Étrurie et est datée de 640 av. J.-C.

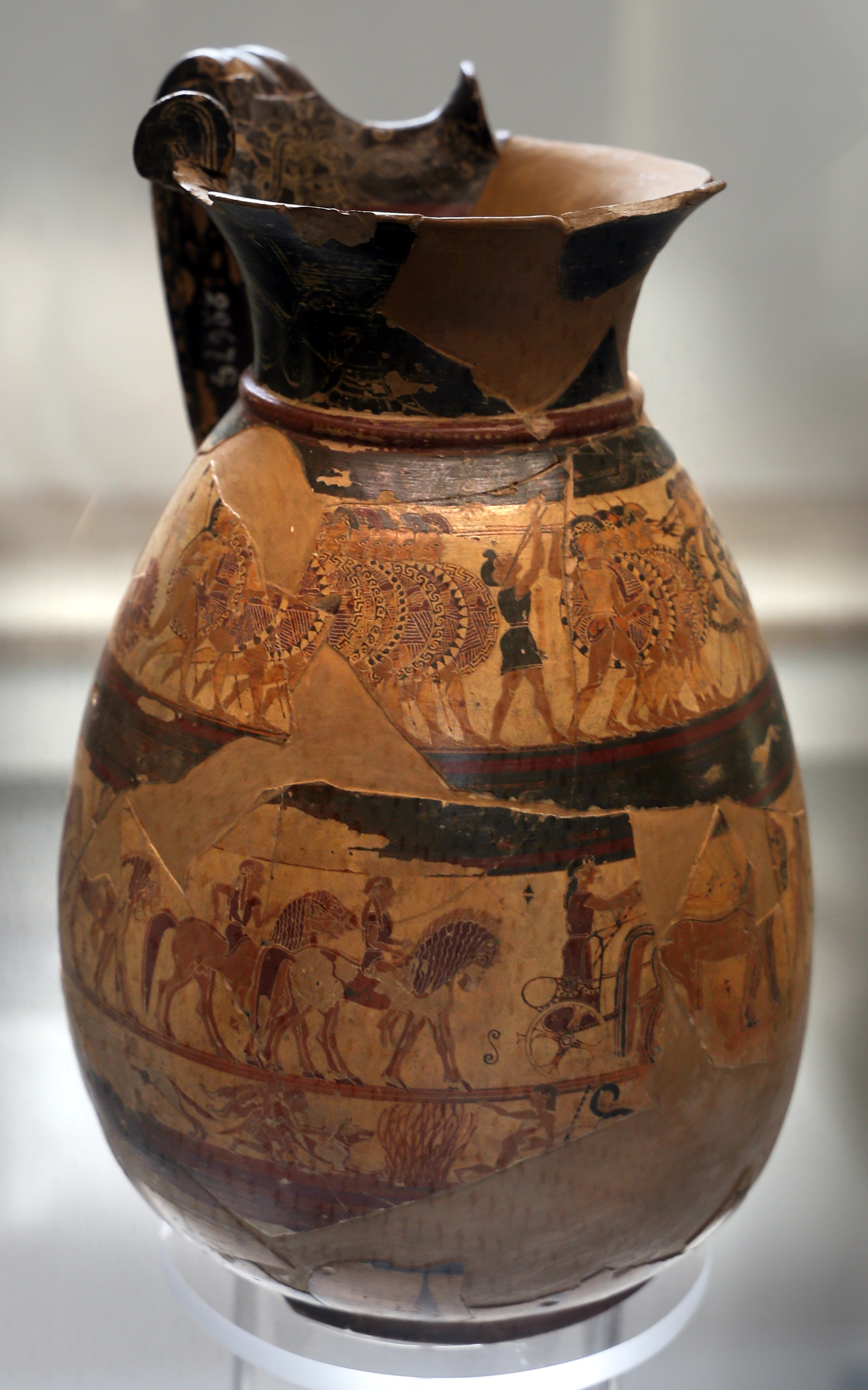
Olpé Chigi, 640 avant J.-C. (conservée au Musée national étrusque de la Villa Giulia, à Rome).